# 稚内温泉
稚内温泉（わっかないおんせん）は、北海道稚内市富士見地区にある日本最北端の温泉。

## 泉質
- ナトリウム - 塩化物・炭酸水素塩泉（含重曹強食塩泉）

強めの塩味とかすかな原油臭を伴う。淡黄色で僅かに濁っている。源泉はきわめて濃く、水で5倍に薄めている。

## 概要

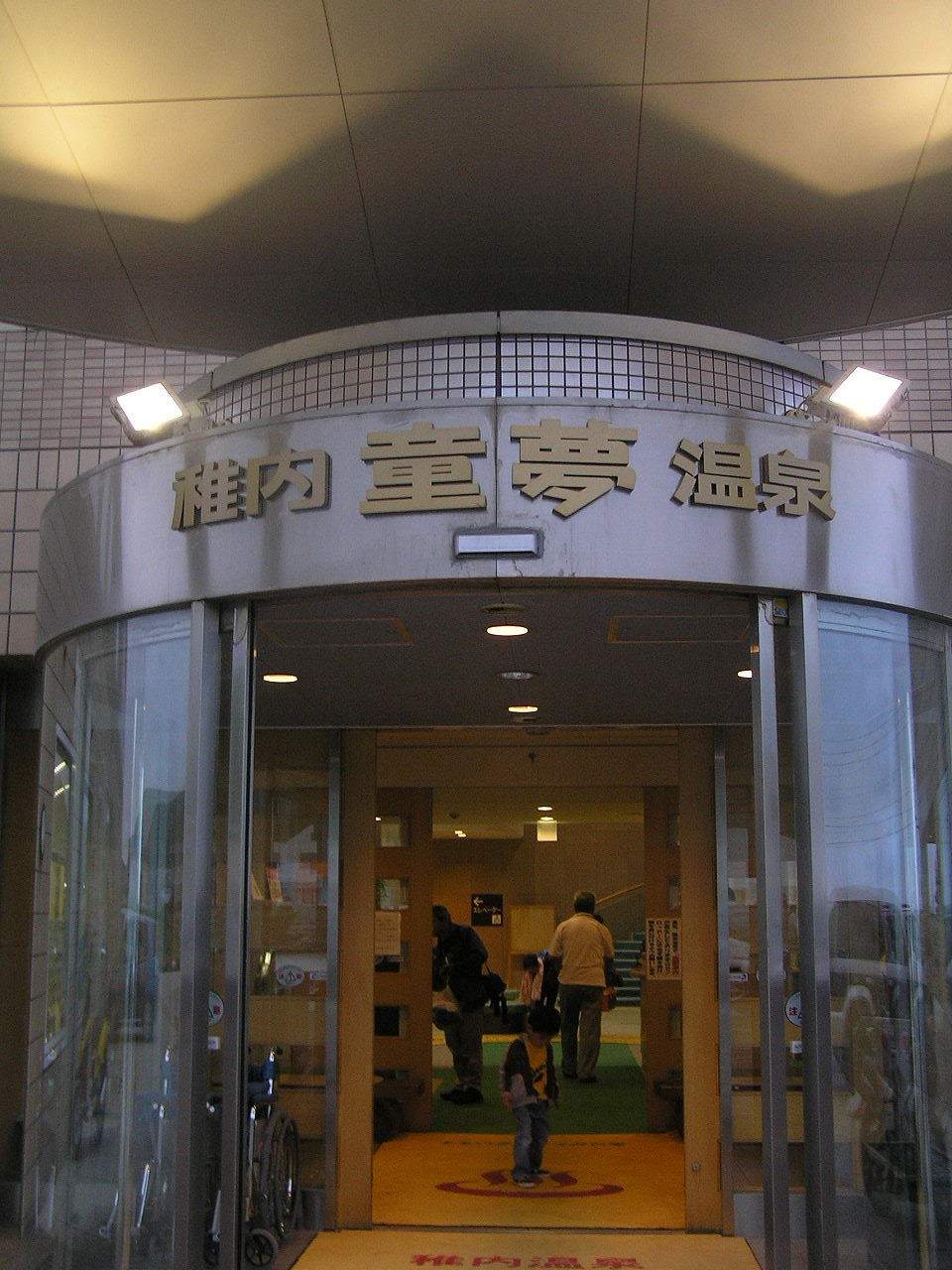
日帰り入浴施設玄関

稚内駅からは、山の反対側の日本海側に面した富士見地区に、稚内市営の日帰り入浴施設の稚内温泉「童夢」を中心として「風の宿・宗谷パレス」（旧船員保養所）や数軒の温泉民宿がある。また、温泉付きではないが、格安のライダーハウスもある。日本海の向こうに利尻岳（利尻富士）が遠望できる。一部の宿は「富士見温泉」の名称も使うことがある。
稚内温泉「童夢」には、稚内港に寄港したロシア人船員がよく訪れるが、当初は習慣の違いや日本式マナーを知らなかったことに由来するトラブルがあったため、ロシア語で書かれたマナーに関する掲示が多い。現在では日本式のマナーも知れ渡り、問題はほとんどなくなったと言われる。

## 歴史
1976年（昭和51年）に行われた原油の試掘の際に湧出した温泉をもとに、1978年（昭和53年）に開業し、日本最北端の温泉の座が豊富温泉から移る。当時は今の稚内温泉「童夢」よりも少し東にあった「稚内市民温泉保養センター」での営業だった。併設された「稚内母子会館・美雪荘」での宿泊も可能だった。1979年（昭和54年）には「船員保養所・宗谷パレス（現・風の宿・宗谷パレス)」も開業し、その後も温泉民宿の開業が相次ぐ。1997年（平成9年）には「稚内市民温泉保養センター」が稚内温泉「童夢」として新築・移転する。このときに「稚内市民温泉保養センター」と「稚内母子会館・美雪荘」は閉鎖された。なお、これらの建物は現在でも稚内市少年自然の家の一部として残存している。

## アクセス
- 鉄道 : 北海道旅客鉄道（JR北海道）宗谷本線稚内駅より宗谷バスでおよそ15分。
- 駅前バスターミナルから童夢までの往復乗車券と温泉入浴券がセットになったバス＆温泉セット券960円を設定。